# ديفيد (لاعب كرة قدم مواليد 1990)
ديفيد (بالبرتغالية: David Euripedes Marques de Oliveira‏) هو لاعب كرة قدم برازيلي في مركز الوسط، ولد في 18 فبراير 1990 في برازيليا في البرازيل. لعب مع نادي غاما.

## وصلات خارجية
- ديفيد (لاعب كرة قدم مواليد 1990) على موقع قاعدة بيانات كرة القدم.إي يو (الإنجليزية)
- ديفيد (لاعب كرة قدم مواليد 1990) على موقع Soccerway.com (الإنجليزية)